# Liste der Mitglieder der Deutschen Akademie der Naturforscher Leopoldina/1835
Die Liste der Mitglieder der Deutschen Akademie der Naturforscher Leopoldina für 1835 enthält alle Personen, die im Jahr 1835 zum Mitglied ernannt wurden. Insgesamt gab es 22 neu gewählte Mitglieder.

## Mitglieder
| Nr.  | Name                              | Beiname       | Geboren       | Aufnahme | Gestorben     | Bild                                                                       | Datenbank |
| ---- | --------------------------------- | ------------- | ------------- | -------- | ------------- | -------------------------------------------------------------------------- | --------- |
| 1400 | Karl Franz Bellingeri             | Cotunnius     | 31. Juli 1788 | 3. Aug.  | 15. Mai 1848  | Carlo Francesco Bellingeri                                                 | 1875      |
| 1401 | Friedrich Ludwig Heinrich Bird    | Aretaeus VII. | 1. Sep. 1791  | 3. Aug.  | 19. März 1851 |                                                                            | 2018      |
| 1402 | Johann van den Bosch              | Probus        | 2. Feb. 1780  | 3. Aug.  | 28. Jan. 1844 | Johann van den Bosch                                                       | 1666      |
| 1403 | Joseph de Caisne                  | Redouté       | 7. März 1807  | 3. Aug.  | 8. Feb. 1882  | Joseph de Caisne                                                           | 2386      |
| 1404 | August Karl Joseph Corda          | Hedwig        | 22. Okt. 1809 | 3. Aug.  | 16. Sep. 1849 | August Karl Joseph Corda                                                   | 2331      |
| 1405 | Karl Moritz Diesing               | Mehlis        | 16. Juni 1800 | 3. Aug.  | 10. Jan. 1867 | Karl Moritz Diesing                                                        | 2428      |
| 1406 | Wilhelm Ludwig Döring             | Kortum        | 10. Juli 1802 | 3. Aug.  | 1. Mai 1877   |                                                                            | 2462      |
| 1407 | Tobias Philipp Ekart              | Mohr          | 22. Mai 1799  | 3. Aug.  | 1. Nov. 1877  |                                                                            | 2616      |
| 1408 | August Emanuel Fürnrohr           | Düval         | 27. Juli 1804 | 3. Aug.  | 6. Mai 1861   |                                                                            | 2859      |
| 1409 | Asa Gray                          | Walther II.   | 18. Nov. 1810 | 3. Aug.  | 30. Jan. 1888 | Asa Gray                                                                   | 3015      |
| 1410 | Johann Baptist Anton Guillemin    | Ventenat      | 20. Nov. 1796 | 3. Aug.  | 15. Jan. 1842 |                                                                            | 3564      |
| 1411 | Eduard August Hering              | Cruikshank I. | 20. März 1799 | 3. Aug.  | 28. März 1881 | Eduard August von Hering (1799–1881) von Louis Georges Neumann (1846–1930) | 3469      |
| 1412 | August David Krohn                | Bidloo        | 11. Aug. 1803 | 3. Aug.  | 24. Feb. 1891 |                                                                            | 4764      |
| 1413 | Martin Christian Gottlieb Lehmann | Abildgaard    | 16. März 1775 | 3. Aug.  | 3. Okt. 1856  | Martin Lehmann                                                             | 4899      |
| 1414 | Johann Franz Camillus Montagne    | Vaillant      | 15. Feb. 1784 | 3. Aug.  | 5. Dez. 1866  | Johann Franz Camillus Montagne                                             | 5716      |
| 1415 | Franz Julius Pictet               | Olivier II.   | 27. Sep. 1809 | 3. Aug.  | 15. März 1872 | Francois Jules Pictet                                                      | 6021      |
| 1416 | Karl Friedrich Schimper           | Galilaei I.   | 15. Feb. 1803 | 3. Aug.  | 21. Dez. 1867 | Karl Friedrich Schimper                                                    | 6436      |
| 1417 | Karl Speranza                     | Tissot        | 29. Sep. 1776 | 3. Aug.  | 1867          |                                                                            | 6721      |
| 1418 | Michael Tenore                    | Colonna       | 11. Mai 1780  | 3. Aug.  | 19. Juli 1861 | Büste von Michele Tenore                                                   | 6893      |
| 1419 | Johann Torrey                     | Gronovius II. | 15. Aug. 1796 | 3. Aug.  | 11. März 1873 | Johann Torrey                                                              | 6947      |
| 1420 | Gustav Valentin                   | Steinbuch     | 10. Juli 1810 | 3. Aug.  | 24. Mai 1883  | Gustav Valentin                                                            | 7017      |
| 1421 | Friedrich August Karl Waitz       | Christoval    | 27. März 1798 | 3. Aug.  | Jan. 1882     |                                                                            | 7135      |

## Hinweis zu den Lebensdaten
In der Liste sind zunächst die Lebensdaten gemäß Archiv der Leopoldina aufgenommen. Diese beziehen sich auf die Angaben gem. Neigebaur (1860) und Ule (1889). Die Lebensdaten im Namensartikel können daher von den Lebensdaten in der Liste abweichen.